# Fabian Müller (Fußballspieler, 1980)
Fabian Müller (* 28. April 1980 in Friedrichshafen) ist ein deutscher Fußballtrainer.

## Trainerkarriere
Erste Erfahrungen im Nachwuchsbereich sammelte Müller 1999–2004 als Trainer der taxofit 1. Jugend-Fußball Schule Köln und von 2000 bis 2004 als Cheftrainer und sportlicher Mitarbeiter am 1. Fußball Internat Köln (1. Kölner Nachwuchsfußball e. V.). Hier war er auch als sportlicher Mitarbeiter verantwortlich.
Nach einer Station als Co-Trainer von Wolfgang Sidka beim arabischen Rekordmeister Al-Arabi Sportsclub in (Doha/Katar) in der Saison 2004/05 widmete sich Müller seinem Abschluss als Diplom-Sportwissenschaftler an der Deutschen Sporthochschule Köln, die er 2006 abschloss. Ab 2005 arbeitete er daneben als Assistenz- und Fitnesstrainer für den Schweizer Verein FC Schaffhausen in der Super League. Später übernahm er den Klub als Interims-Trainer und absolvierte den Fußball-Lehrer Lehrgang im Jahr 2007. Nach einer weiteren Saison als Assistenztrainer unter Marco Schällibaum folgte im Juli 2008 seine Ernennung zum Cheftrainer des FC Schaffhausen in der zweithöchsten Schweizer Spielklasse, der Challenge League, in die Schaffhausen abgestiegen war (Saison 2008/09). Das Team beendete die Saison auf dem elften Platz. Nach einem Jahr wechselte Müller im Oktober 2009 als Assistenztrainer zum deutschen Traditionsverein Kickers Offenbach in die 3. Fußball-Liga.
Fabian Müller unterzeichnete am 5. Juli 2010 einen Zweijahresvertrag beim norddeutschen Regionalligisten Holstein Kiel. Dort übernahm er das Traineramt der U-23 und die Leitung des Nachwuchsleistungszentrums.